# Среднеегипетский язык
Среднееги́петский язы́к — стадия египетского языка (XXII—XIV века до н. э.), развившаяся из староегипетской около 2100 года до н. э. в начале Среднего царства. После 1600 года до н. э. в разговорной речи среднеегипетский язык постепенно сменился новоегипетским, но остался в употреблении в литературе в качестве классического языка до конца IV века н. э.
Авторитетной грамматикой языка является трёхтомная Egyptian Grammar А. Х. Гардинера, изданная в 1957 году.

## Памятники
Сказки и рассказы являются, вероятно, наименее представленным жанром из сохранившейся литературы Среднего царства и среднеегипетского языка. Среди важных рассказов можно назвать произведения «Сказка о дворе царя Хеопса», «Рассказ о Неферкара и полководце Сисине», «Повесть о красноречивом поселянине», «Сказание Синухе» и «Сказка о потерпевшем кораблекрушение».
Особенным жанром, не имевшим прецедентов прежде, был жанр пророчеств: «Речение Ипувера», «Пророчество Неферти» и «Беседа разочарованного со своим Ба». В Новом царстве этот жанр канонизировался, новые произведения не создавались, но копировались существующие.
В программу обучения писцов в Среднем царстве входили произведения жанра «поучения»: «Поучения Птаххотепа», «Поучения Кагемни», «Поучение Мерикара», «Поучение Аменемхата», «Поучение Харджедефа», «Поучение верноподданного» и «Поучение Аменемопе». Сохранившиеся от Среднего царства поучительные тексты преимущественно написаны на папирусах, хотя обрывочные их варианты имеются на остраконах и дощечках.